# Países Baixos nos Jogos Olímpicos de Inverno de 1972
Os Países Baixos competiram nos Jogos Olímpicos de Inverno de 1972, realizados em Sapporo, Japão.